# 海陽縣 (廣東)
海阳县，中国旧县名。
东晋义熙九年（413年，一说晋初）置，治所在今广东省潮州市东北。为义安郡治。南齐时，析置程乡县。隋朝时，移治今市。唐、宋为潮州治。宋朝时，海阳县有海门等三砦、三河口盐场、丰济银场、横衡等二锡场。北宋宣和三年（1121年），以海阳县的三乡置揭阳县。元朝时为潮州路治。明、清为潮州府治。辛亥革命后，全国废府，海阳县直属广东省。1914年，因与山东省海阳县重名，改名潮安县。